# Ландыш майский
Ла́ндыш ма́йский (лат. Convallária majális) — вид травянистых цветковых растений, распространённый в регионах с умеренным климатом Северного полушария. Согласно традиционным представлениям, является единственным видом рода Ландыш (Convallaria); вместе с тем, три подвида, рассматриваемые в пределах ландыша майского, иногда выделяют в отдельные виды.

## Распространение и среда обитания
Ареал вида (включая популяции ландыша Кейзке и ландыша горного) охватывает всю Европу, Кавказ, Малую Азию, Китай, а также Северную Америку.
В России — в европейской части, Забайкалье, Приамурье, Приморье, на Сахалине и Курилах.
Ландыш растёт в лиственных и сосновых, а также в смешанных лесах, на опушках и полянах. Особенно хорошо развивается в пойменных дубравах, на богатой почве при хорошем увлажнении и нейтральной реакции.
На нетронутых местообитаниях разрастается очень широко, создавая значительные куртины. Урожайность сухих побегов в сообществах, где ландыш преобладает (в сосняках сложных, дубняках и осинниках ландышевых), составляет 6—30 кг/га. Теневыносливое растение.
Ландыш давно культивируют, получены сорта с более крупными, а также махровыми цветками, с венчиком розоватого оттенка и другими особенностями.
Охранный статус
В природных местообитаниях ландыш интенсивно уничтожается, особенно вблизи крупных населённых пунктов, из-за вытаптывания во время сбора цветков и лекарственного сырья.

## Ботаническое описание

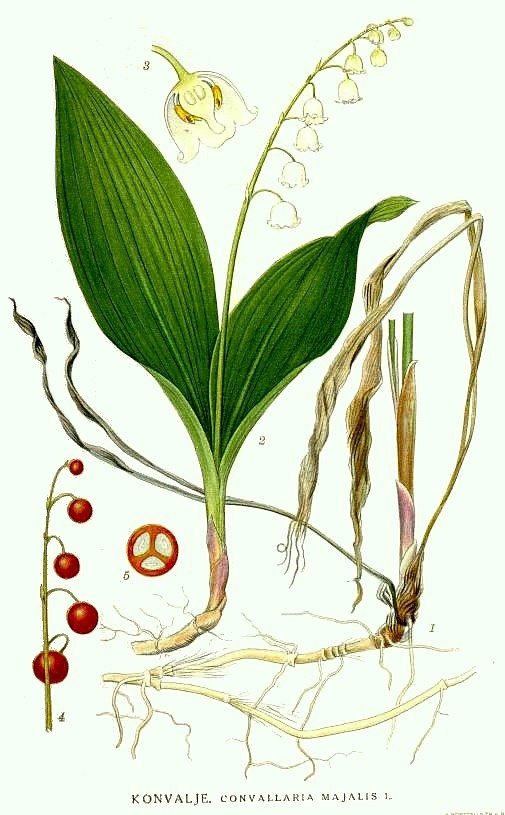

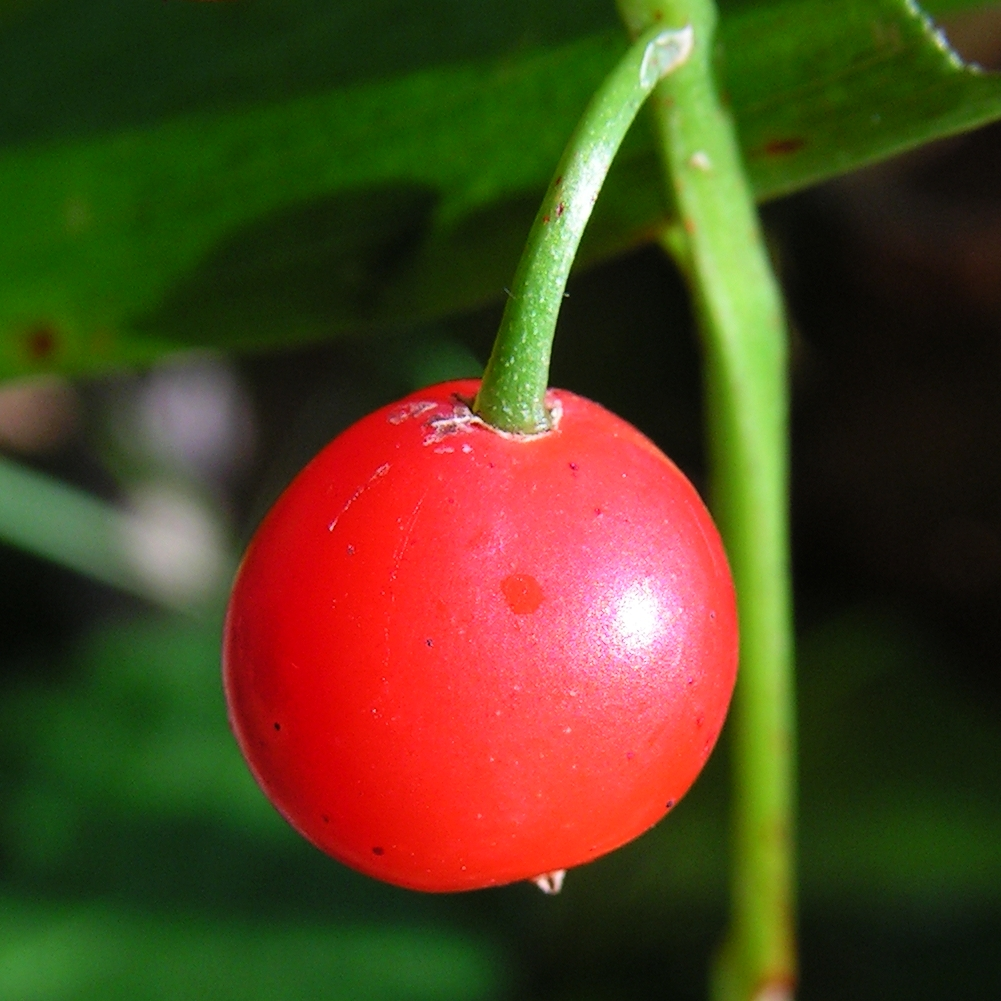
Ягода крупным планом

Травянистое многолетнее растение 15—30 см высотой. Подземное корневище горизонтальное ползучее, не толще гусиного пера, несёт близ верхушки несколько бледных небольших низовых листьев, полускрытых в земле. Корни мелкие, многочисленные, мочковатые.
Надземные побеги укороченные. За низовыми листьями следуют два (редко три) больших, совершенно цельных широколанцетных (или продолговато-эллиптических) заострённых прикорневых листа, между которыми на верхушке корневища находится крупная почка. Из угла низового листа, обхватывающего снизу оба зелёных, выступает цветоносный стебель, несущий кисть из 6—20 цветков, обращённых преимущественно в одну сторону. Цветоносный стебель безлистный либо несёт листья лишь под соцветием; редко — с нитевидными листьями. Ароматные цветки грациозно поникают. Время цветения — с мая по июнь.
Длинные изогнутые цветоножки — с плёнчатыми прицветниками. Цветки имеют простой сростнолистный округло-колокольчатый околоцветник 4—9 мм длиной и 3—7 мм шириной, белого (реже бледно-розового) цвета, с шестью отогнутыми лопастями. Тычинок шесть, они с толстыми и короткими нитями, прикреплёнными к основанию околоцветника. Завязь округлая, заканчивается коротким столбиком и небольшим рыльцем. Соцветие сформировано в почке с лета предыдущего года.
Формула цветка:  {\displaystyle \ast P_{(3+3)}\;A_{3+3}\;G_{({\underline {3}})}}.

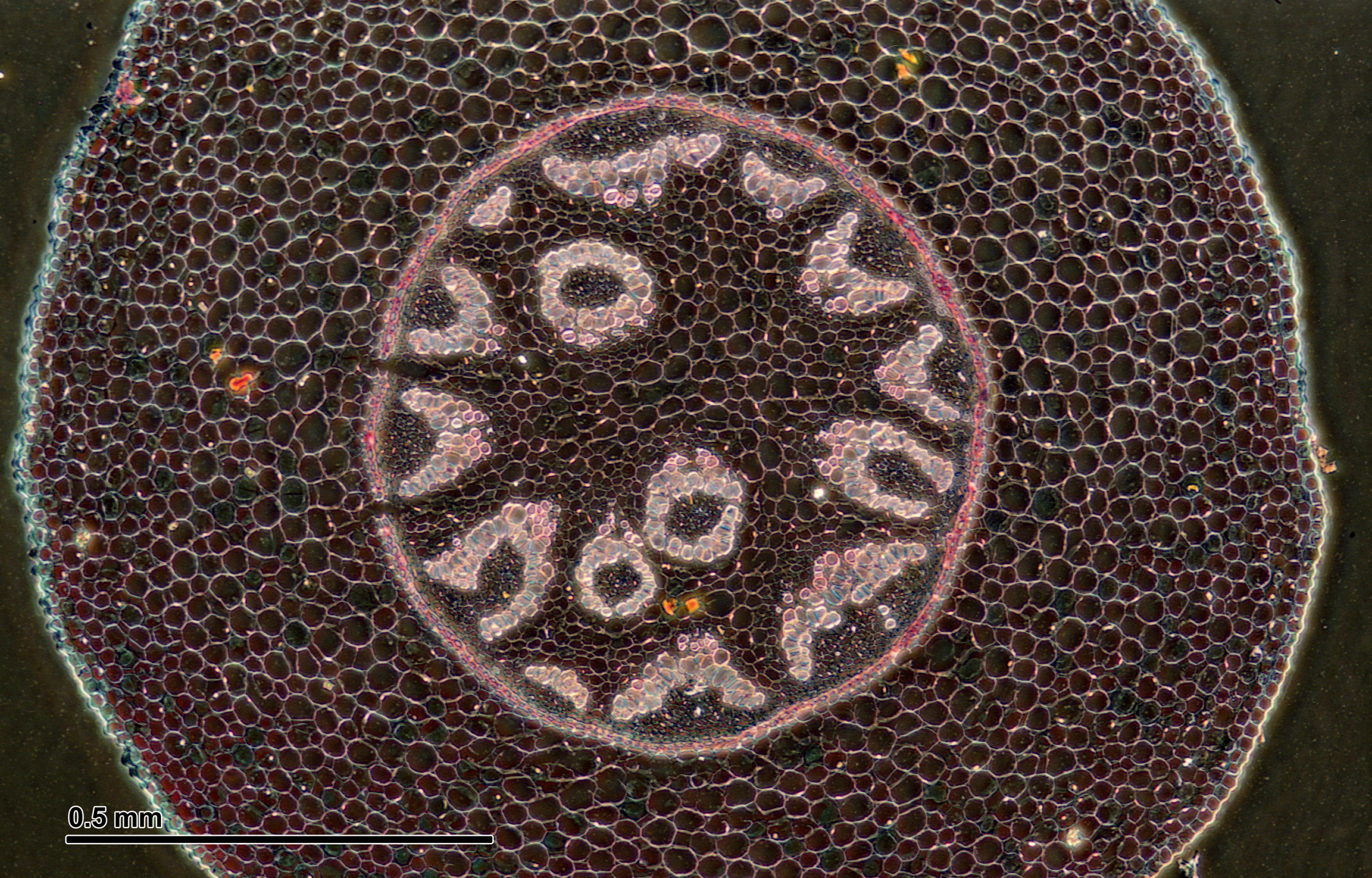
Поперечный разрез корневища. Фазово-контрастная микроскопия. Увеличение 160×

Плод — оранжево-красная шаровидная ягода 6—8 мм в поперечнике, содержащая одно или два почти шаровидных семени. Ягоды долго сохраняются на растении. Плодоношение в июне — начале июля.
Размножается как семенами, так и вегетативно — корневищами. При развитии из семян зацветает в природе на седьмом году жизни.
На следующий год верхушечная почка продолжает собой корневище и опять приносит два (как исключение — три) больших листа, но цветоносный стебель редко появляется ежегодно.
|                                                                                         |  |  |
| Слева направо: молодые растения (Германия); куртина ландышей в дубраве (Франция); ягоды |  |  |

## Таксономия
Convallaria majalis L., 1753, Species plantarum 1: 314—315.

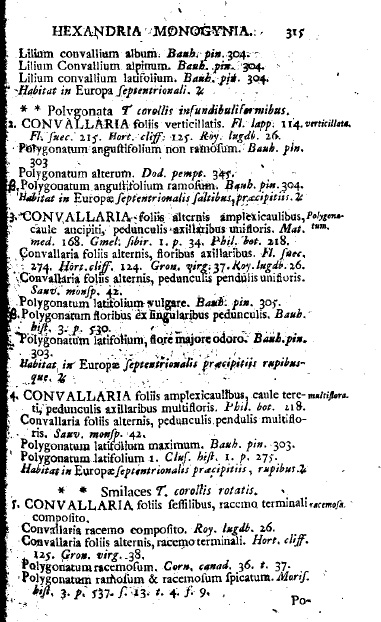
Описание ландыша (Lilium convallium) из книги Линнея Species plantarum, 1753

Традиционно вид рассматривается как единственный в роду ландышей. Разновидности, которые иногда выделяются в самостоятельные виды, имеют географическую обособленность от номинальной разновидности, при этом их морфологические особенности выражены слабо.

### Синонимы
- Convallaria bracteata Dulac nom. illeg.
- Convallaria fragrans Salisb. nom. illeg.
- Convallaria latifolia Mill.
- Convallaria linnaei Gaertn.
- Convallaria mappii C.C.Gmel.
- Convallaria scaposa Gilib. nom. inval.
- Convallaria transcaucasica Utkin ex Grossh.
- Lilium convallium Garsault nom. inval.
- Lilium-convallium majale (L.) Moench
- Polygonatum majale (L.) All.

### Разновидности
- Convallaria majalis L. var. keiskei (Miq.) Makino — Ландыш Кейзке [syn.  Convallaria keiskei Miq. — Ландыш Кейзке]. Растёт на Дальнем Востоке, в Забайкалье и Монголии, а также в Мьянме[7]. Отличается большими (до 15 см) тёмно-зелёными листьями, крупными цветками и поздними сроками цветения.
- Convallaria majalis L. var. majalis. Разновидность, распространённая в Европе и на Кавказе[7].
- Convallaria majalis L. var. transcaucasica (Utkin ex Grossh.) Knorring — Ландыш майский закавказский [syn.  Convallaria transcaucasica Utkin ex Grossh. — Ландыш закавказский]. Северный Кавказ и Закавказье, Турция[7].
- Convallaria majalis L. var. montana (Raf.) H.E.Ahles — Ландыш майский горный [syn.  Convallaria montana Raf. — Ландыш горный]. Восток США (англ. American lily-of-the-valley). Американские ботаники[8] выделяют его в другой самостоятельный вид Convallaria majuscula Greene, имеющий в США ограниченный ареал, а в штате Кентукки — и статус «находящегося в опасности исчезновения»[9].

## Токсичность
Всё растение ландыша ядовито, в нём содержится конваллятоксин. Вызывает отравления различной степени тяжести. Также наблюдались случаи отравления водой, в которой стояли ландыши.

## Культивирование
Ландыши размножают преимущественно черенками. Для этого отрезают верхнюю часть корневища и высаживают в глинисто-песчаную, богатую листовым перегноем почву, на расстоянии 20—25 см друг от друга.
Для выгонки ещё осенью запасаются черенками, отрезая верхние части корневища длиной около 5 см. Выбирают такие, у которых верхушечная почка крупная и округлая. Такие черенки высаживают в просторные горшки, по 10 или 12 в каждый. Собственно, для выгонки строятся очень низкие теплицы, в которые вносятся горшки с ландышами. Горшки обкладывают мхом или закапывают в песок почти полностью; поверхность горшков также прикрывается мхом.
Температуру в теплице во время выгонки необходимо поддерживать в пределах 30 и даже 35 °C. Через три недели растения начинают цвести. Мох нужно непременно держать сырым. Когда растения показываются из мха, горшки ставят к свету, первое время их притеняя. Таким образом можно получить цветущие ландыши даже к Новому году.
Выгонкой ландышей в конце XIX — начале XX века активно занимались в Германии, например, в Берлине, откуда они в большом количестве ввозились в Россию.

## Значение и применение

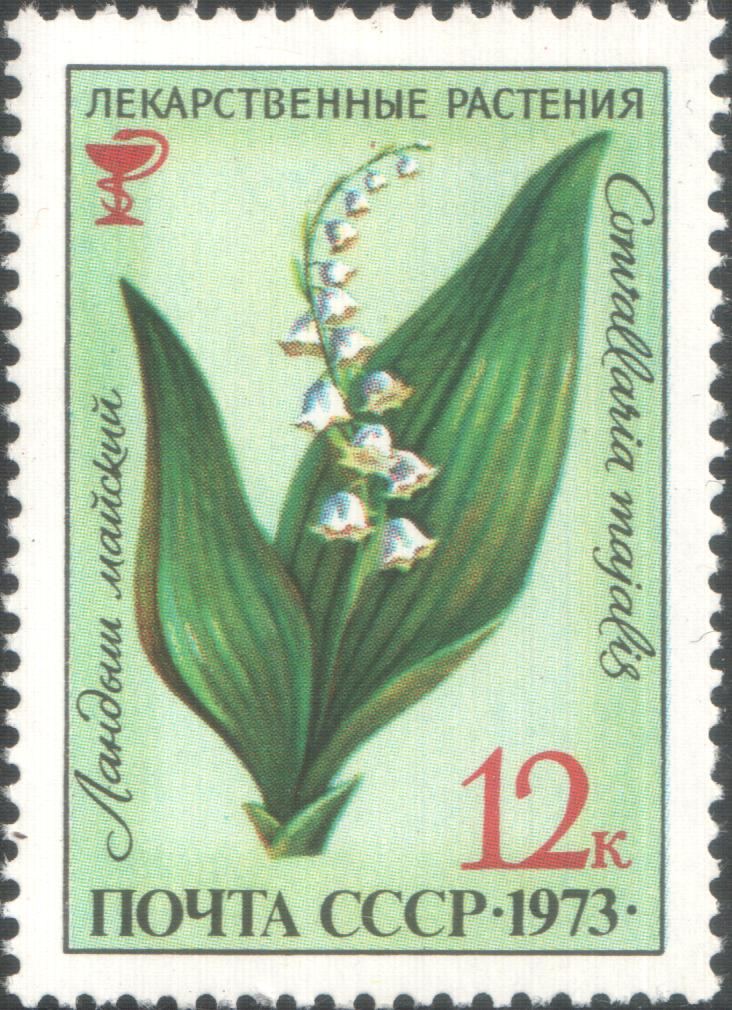
Почтовая марка СССР, 1973 год

### В медицине
Ландыш майский — широко известное лекарственное растение, входящее в фармакопеи многих стран. В русскую научную медицину введён С. П. Боткиным.
В качестве сырья используются трава (лат. Herba Convallariae), лист (Folium Convallariae), цветки ландыша майского (Flores Convallariae). Это собранные в период цветения надземные части дикорастущих растений, высушенные при температуре 50—60 °C или на воздухе в тени. В песчаном бору, где ландыш образует невысокие светло-зелёные побеги с двумя, а часто и с одним листом, урожайность его побегов 6—10 г/м² (воздушно-сухой вес), в дубравах же на богатых почвах побеги ландыша тёмно-зелёные, с двумя, зачастую с тремя листьями, а урожайность их возрастает до 30 г/м².
Основные действующие вещества — кардиотонические гликозиды (карденолиды), производные строфантидина, строфантидола. Главные из них — конваллятоксин, конваллозид, конваллотоксол.
Из сырья производят кардиотонические препараты: настойку и «Коргликон».
Кроме кардиотонических средств, получают суммарный флавоноидный препарат конвафлавин, применяемый в качестве желчегонного средства при холециститах, холангитах и т. д.

### В декоративном садоводстве
Ландыш издавна (с XV века) культивируется ради красивых душистых цветков, имеет несколько садовых форм (культиваров):
- 'Alba Pleno', или 'Alba Plena' ('Flore Pleno', или 'Flore Plena') — имеет до 12 крупных белых махровых цветков
- 'Albostriata' — примечательна листьями с кремово-белыми продольными полосками
- 'Aureovariegata', или 'Lineata', или 'Striata', или 'Variegata' — с жёлтыми продольными полосками
- 'Berolinensis' — крупноцветковый, используется для выгонки
- 'Latifolia' — с широкими листьями и розовыми махровыми цветками
- 'Grandiflora' — с крупными цветками
- 'Picta' — с пурпурными пятнышками у основания тычиночных нитей
- 'Prolificans' — примечательна тем, что цветоножки ветвятся, образуя скученные соцветия
- 'Rosea' — со светло-розовыми цветками

Выведены и вводятся в культуру сорта с 22—24 цветками в соцветии ('Fortin’s Giant'), с жёлто-зелёной каймой по листьям ('Hardwick Hall'), с белыми или золотистыми частыми полосками по листьям ('Vic Pawlowski’s Gold'), высотой до 50 см ('Виктор Иванович') и другие.

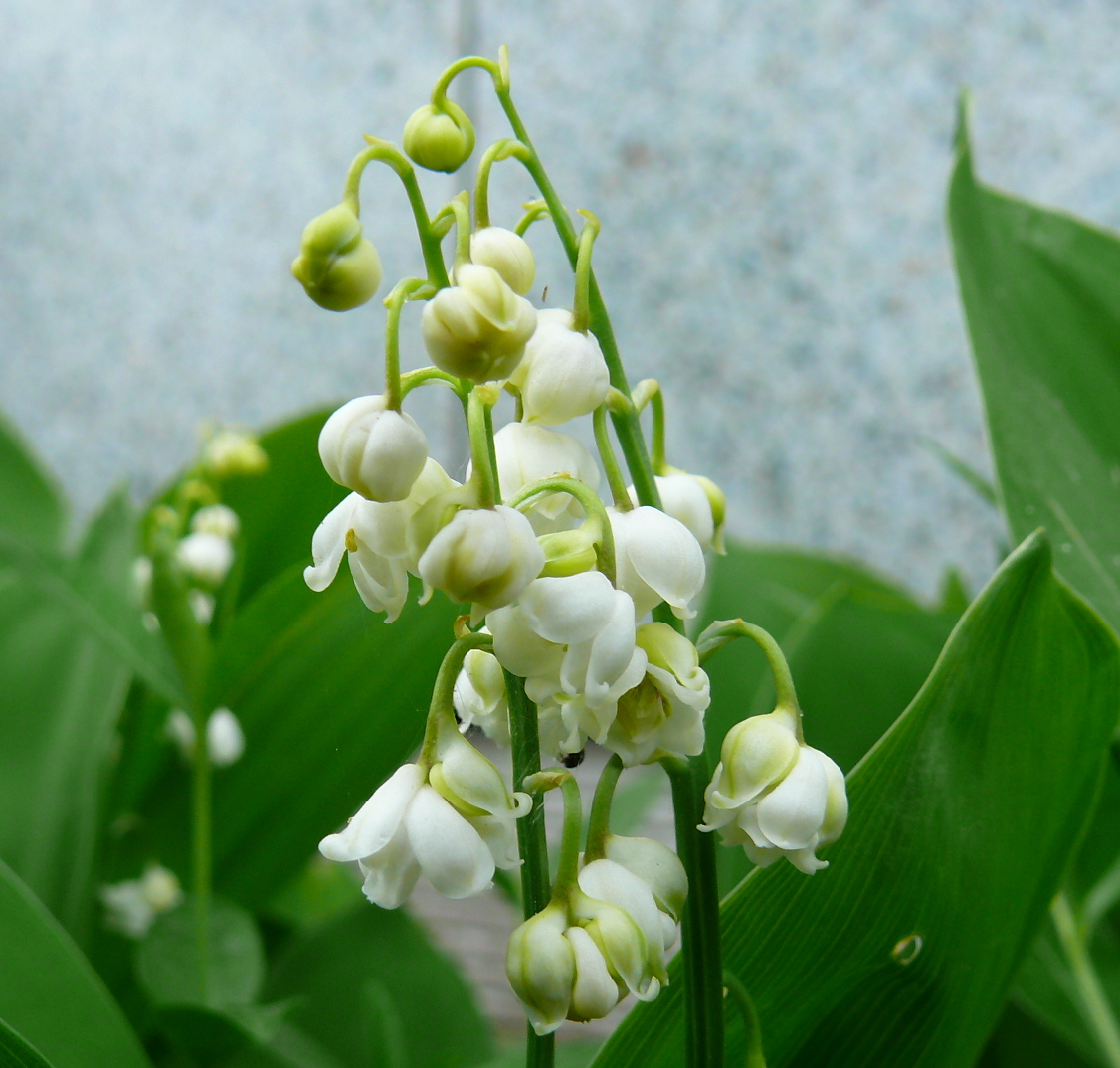
'Alba Pleno'
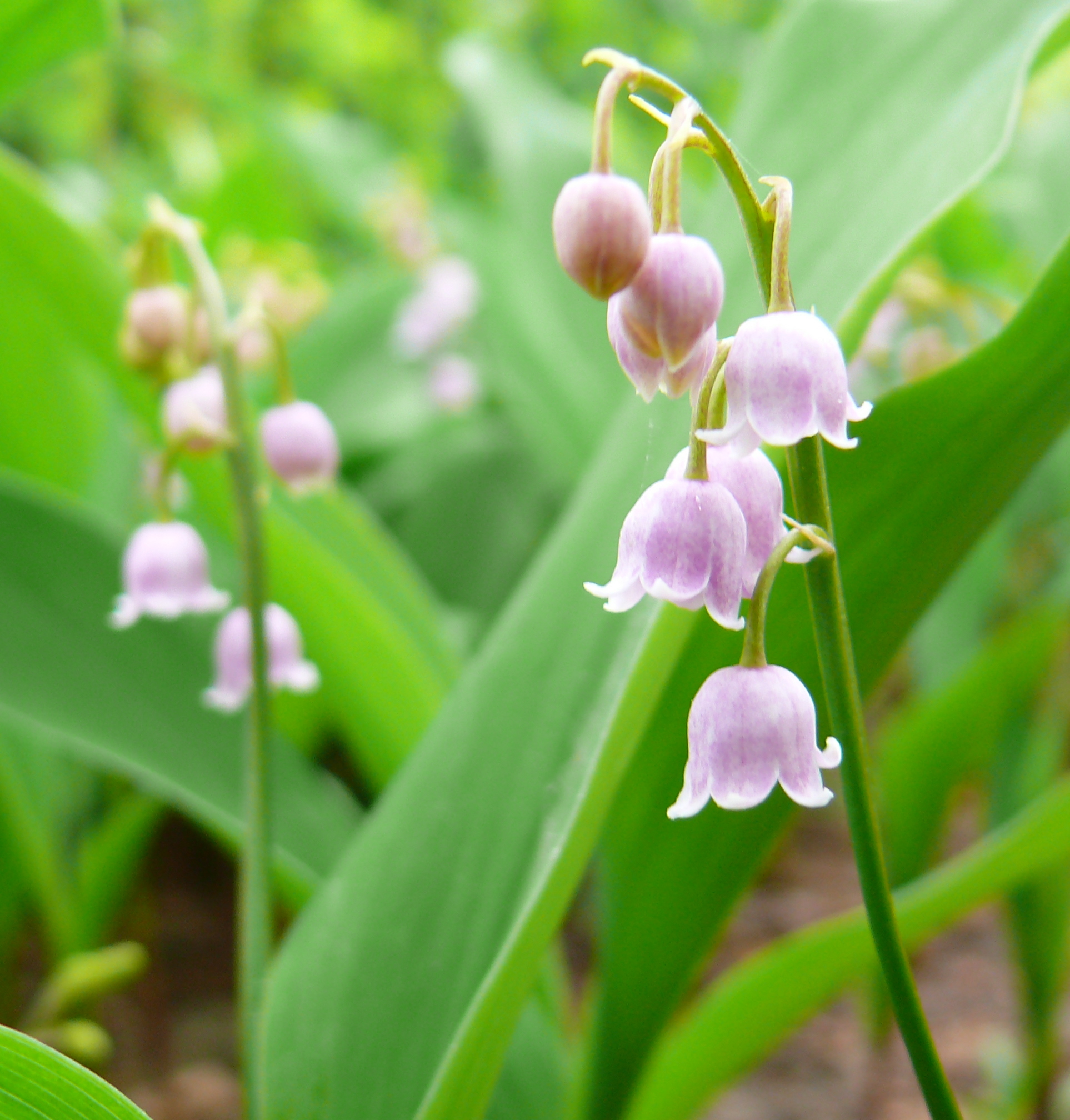
'Rosea'

### Запах ландыша в парфюмерии
Несмотря на то, что аромат ландыша майского является одним из широкоиспользуемых в парфюмерной промышленности, получают его исключительно синтетическим путём. Растение содержит недостаточно эфирного масла, чтобы его можно было получать методом дистилляции. Путём экстракции неполярными растворителями можно получить ландышевый абсолю, который не нашёл широкого применения в парфюмерии. Он, хотя и обладает приятным запахом, всё же проигрывает синтетическим соединениям, которые точнее передают аромат цветка и к тому же дешевле. Некоторые исследователи утверждают, что запах ландыша «придаёт уверенности в себе, вызывает творческую активность, настойчивость и трезвость мысли».
Листья ландыша майского поедаются личинками некоторых чешуекрылых, в том числе Antitype chi.

## Ландыш в сказках, мифах, легендах и поэзии
Большое количество сказок, мифов и легенд связано с ландышем.
Известна сказка братьев Гримм о Белоснежке. Когда Белоснежка спасалась от злой мачехи, она случайно рассыпала своё ожерелье, превратившееся в душистые цветы. Они служат фонариками для гномов, в них живут маленькие лесные человечки — эльфы. В ландышах прячутся на ночь солнечные зайчики.
В римской мифологии есть упоминание, как однажды богиня охоты Диана попала в незнакомый лес, где жили фавны. Увидев красавицу, они стали преследовать её. Девушка убежала от них. Но слишком долго и быстро пришлось ей бежать, её тело покрылось капельками ароматного пота, которые падали на землю и превращались в волшебные цветы.
О ландыш, отчего так радуешь ты взоры?

Другие есть цветы роскошней и пышней,

И ярче краски в них, и веселей узоры, —

Но прелести в них нет таинственной твоей.

В чём тайна чар твоих? Что ты душе вещаешь?

Чем манишь так к себе и сердце веселишь?

Иль радостей былых ты призрак воскрешаешь!

Или блаженство нам грядущее сулишь?

Не знаю. Но меня твоё благоуханье,

Как винная струя, и греет и пьянит,

Как музыка, оно стесняет мне дыханье

И, как огонь любви, питает жар ланит.
О первый ландыш! Из-под снега

Ты просишь солнечных лучей;

Какая девственная нега

В душистой чистоте твоей!
Старинная русская легенда рассказывает о водяной царевне Волхове, полюбившей Садко. Узнав о его любви к Любаве, в отчаянии вышла она на берег, чтобы в последний раз услышать песни любимого. Когда среди берёз она увидела в лунном сиянии силуэты Садко и Любавы, то с трудом сдержала рвущийся из груди крик. Обессиленная горем, Волхова ушла, чтобы навеки погрузиться в холодное водное царство. Только луна в небе была свидетельницей её слёз, катившихся из глаз и жемчужинами падавших меж трав. Слёзы превращались в ландыши — свидетельство любви и боли Волховы. В другой легенде говорится, что ландыши — это смех Мавки, жемчужинами рассыпавшийся по лесу, когда она впервые ощутила радость любви.
Ландыш известен также как «слёзы Божией Матери», поскольку, согласно христианской легенде, слёзы Богородицы, пролитые ею на Святой Крест, обратились в ландыш. Согласно другой легенде, ландыши появились из капелек крови Святого Георгия во время его битвы с драконом.

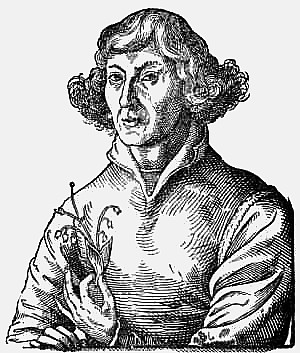
Николай Коперник — врач

В Англии, в Сассексе, сложилось предание о сражении при Толбиаке святого Леонарда (одного из сподвижников Хлодвига, обратившегося в христианство) со страшным драконом Син. Из пролитой крови святого Леонарда выросли ландыши — цветы непорочности и святости.
В поэтических произведениях цветы ландыша всегда ассоциируются с чистотой, нежностью, верностью, любовью, с самыми возвышенными чувствами.
Ландыш был любимым цветком Петра Ильича Чайковского. Ему он посвятил своё стихотворение. Поселившись в Клину, композитор высадил ландыши в парке, примыкавшем к дому.
Страстным почитателем ландышей был французский писатель Анри Мюрже, отправлявшийся каждую весну любоваться ими в окрестности Парижа.
Во многих старинных книгах, посвящённых Николаю Копернику, помещён его портрет, где он изображён с букетиком ландышей в руках. Изображение здесь ландышей объясняется тем, что современникам Коперник был больше известен не как астроном, а как крупный специалист по праву, математике и как хороший врач, а ландыш был тогда одним из символом врачебного искусства.

## Ландыш майский в культуре и геральдике

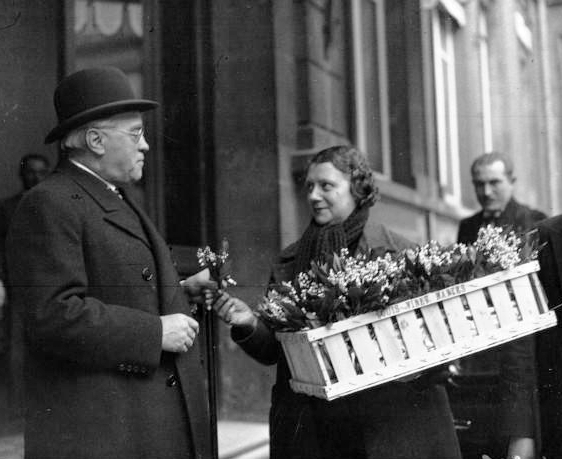
Премьер-министр Франции Альбер Сарро покупает 1 мая букетик ландышей. Во Франции первого мая отмечают День ландыша. До слияния с Днём труда в начале XX века праздник ландышей проходил в первое воскресенье мая.

- Во Франции 1 мая празднуется день ландышей.
- Ландыш используется в некоторых английских переводах Песни Песней (Песн 2:1) для ивритского слова shoshana (как правило, обозначающее розу).
- «Ландыши» — песня в исполнении Гелены Великановой.
- «Lily of the Valley» — название песни британской рок-группы Queen с альбома Sheer Heart Attack.

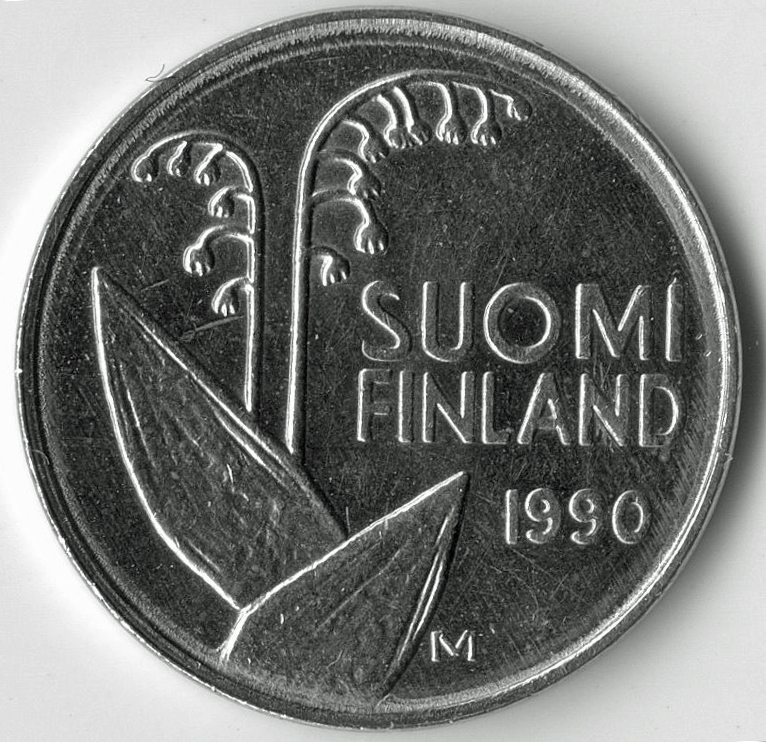
Монета Финляндии с изображением ландыша

- В 1967 году ландыш стал национальным цветком Финляндии.
- Ландыш майский — официальная цветочная эмблема шведской провинции Естрикланд[17].
- Стилизованные изображения ландыша размещены на полях гербов ряда городов.

|                                                                              |  |  |
| Слева направо: Аппенвир (Франция), Боппельзен (Швейцария), Луннер (Норвегия) |  |  |

|                                                                                       |  |  |
| Слева направо: Меллеруд (Швеция), Сен-Себастьян-сюр-Луар (Франция), Вайлар (Германия) |  |  |